# Nannogryllacris niaoulii
Nannogryllacris niaoulii är en insektsart som beskrevs av Johann Heinrich Kaltenbach 1968. Nannogryllacris niaoulii ingår i släktet Nannogryllacris och familjen Gryllacrididae. Inga underarter finns listade i Catalogue of Life.